# Henri de Schomberg
Pour les articles homonymes, voir Schomberg.
Henri de Schomberg, comte de Nanteuil-le-Haudouin et de Durtal, duc d'Alluyn, né à Paris en 1575 et décédé à Bordeaux en 1632 est un gentilhomme et militaire français des XVIe et XVIIe siècles.

## Biographie

### Origines et famille
Henri de Schomberg descend de la famille von Schönberg, une famille de la noblesse immémoriale saxonne dont on retrouve des traces écrites à partir du XIIIe siècle. Les membres de cette famille occupèrent de hautes fonctions en Saxe, en Thuringe et d'autres principautés allemandes, aussi bien au service des souverains que de l'Église. Son père était Gaspard de Schomberg, comte de Nanteuil, et sa mère Jeanne de Chasteignier, demoiselle de La Roche-Posay.

### Carrière militaire
En 1621, il dirige l'artillerie royale lors du siège de Montauban. Le 15 février 1622, il sera nommé dans la charge de grand maître de l'artillerie de France en remplacement du protestant Maximilien II de Béthune, marquis de Rosny, fils aîné de Sully, et dirigera l'artillerie royale lors du siège de Montpellier.
En 1625, Louis XIII le fait maréchal de France. Fonction dans laquelle il se distingue en prenant part aux opérations militaires du siège de La Rochelle, à la tête de 8 000 hommes. Aux côtés de Toiras, il chasse en novembre 1627 les troupes anglaises de George Villiers, 1er duc de Buckingham, de l'île de Ré à la suite de la bataille du pont du Feneau, et le bat en mer le 17 novembre, Villiers perd 4 000 hommes sur son armée de 7 000 hommes dans cette invasion échouée de l'île de Ré. En Italie, il intervient au Pas de Suse ; en mars 1630, il prend Pignerol et secourt Casal.
Schomberg procéda à des arrestations de gentilhommes accusés de complot contre Richelieu, notamment Henri II de Montmorency en 1632 et Louis de Marillac en 1632.
Après l'exécution du duc de Montmorency, Louis XIII le nomme gouverneur du Languedoc, mais il meurt d'une crise d'apoplexie un mois plus tard. Le roi donne alors cette charge à son fils Charles de Schomberg.

## Famille
Henri de Schomberg épousa en 1598 Françoise d'Espinay, dame de Durtal et Matheflon, fille de Claude d'Espinay, qui mourut le 16 janvier 1602, dont sont issus :
- Charles de Schomberg (1601-1656), maréchal de France en 1637.
- Jeanne (1601-1674), épouse François de Cossé, comte de Brissac, puis Roger du Plessis-Liancourt, qui deviendra duc de la Roche-Guyon en 1643.

Il épousa en secondes noces un an avant sa mort Anne de La Guiche, morte en 1663, qui lui donna une fille posthume :
- Jeanne-Armande (1632-1706), épouse le prince Charles II de Guémené, de la maison de Rohan.

Les papiers personnels de la famille Von Schomberg sont conservés au sein du Chartrier de Schomberg, Le Plessis-Liancourt et de La Rochefoucauld aux Archives nationales sous la cote 8AP : Inventaire du fonds 8AP.
Anne de La Guiche acquit un logis au 15 de la rue Vieille-du-Temple, baptisé « hôtel de Schomberg ». En 1699, l'hôtel est acquis par Aymé Sever, avocat au Parlement de Paris. Le bâtiment existe encore de nos jours et ne doit pas être confondu par l'hôtel de Schomberg autrefois situé entre la rue Bailleul et la rue Jean-Tison, détruit.

## Hommages
En tête de son Histoire des grands chemins de l'Empire romain, Nicolas Bergier adresse une dédicace « a tres-haut, et tres-puissant seigneur messire Henry de Schonberg, comte de Nanteuil & de Durestal, Chevalier des Ordres du Roy, capitaine de Cent Hommes d'Armes de ses ordonnances, Gouverneur & Lieutenant General pour sa Majesté en ses païs de la Marche & Limousin, Colonnel des Gens de Guerre Allemans entretenus pour le service de sa Majesté, & Surintendant General des Finances de France. » Il évoque ainsi l'origine germanique de la famille de Schomberg en rappelant la tradition de culture d'accueil qui fait l'honneur de la France.